# Karol VIII Walezjusz
Karol VIII, fr. Charles VIII l'Affable (ur. 30 czerwca 1470 w Amboise, zm. 7 kwietnia 1498 tamże) – król Francji od 1483, syn Ludwika XI (1423–1483), z dynastii Walezjuszów i Karoliny Sabaudzkiej.
Został królem w wieku trzynastu lat, po śmierci swojego ojca. Jednak do 1491 r. regencję sprawowała jego najstarsza siostra, Anna de Beaujeu, wraz ze swym mężem Piotrem II, księciem de Burbon. Dopiero po ślubie z Anną Bretońską w 1491, Karol VIII objął samodzielne rządy.

## Samodzielne rządy
Król Francji zdecydował się podnieść roszczenia do Królestwa Neapolu, które odziedziczył po wymarłej w 1481 linii dynastii Andegawenów, panującej w Neapolu w latach 1435–1442. Na Półwyspie Apenińskim było wiele małych państw, skłóconych politycznie i o nielicznych armiach, choć bogatych gospodarką i kulturą. Stanowiły więc one dla Francji łakomy i, jak się wydawało, łatwy łup do zdobycia. Plany Karola VIII były jednak jeszcze bardziej ambitne – a zdaniem krytyków jeszcze mniej realne: po opanowaniu Neapolu zamierzał rozpocząć wojnę przeciw imperium osmańskiemu, wyprzeć Turków z Europy i wskrzesić pod swoim berłem Cesarstwo Bizantyńskie; marzył też o wyprawie do Ziemi Świętej i odbudowie Królestwa Jerozolimskiego.
Aby rozpocząć inwazję na Włochy, Karol VIII musiał jednak zakończyć rozpoczętą jeszcze za regencji jego siostry wojnę z Anglią, Hiszpanią i Cesarstwem, sprzeciwiającymi się francuskim próbom narzucenia zwierzchnictwa Bretanii. Karol godził się na znaczące straty pieniężne i terytorialne, byle tylko móc zrealizować swoje włoskie plany. W 1492 Karol zawarł z królem Anglii Henrykiem VII traktat w Étaples, na mocy którego zobowiązywał się wypłacić Anglii wysokie odszkodowanie pieniężne oraz zgodził się nie popierać Perkina Warbecka, pretendenta do tronu angielskiego; w zamian Henryk VII uznał francuskie zwierzchnictwo nad Bretanią. W 1493 Karol zawarł traktat w Barcelonie z Hiszpanią, oddając jej Roussillon i Cerdagne, oraz traktat w Senlis z Maksymilianem Habsburgiem, któremu oddał Franche-Comté, Artois, Charolais i Noyon. Zapewniwszy sobie neutralność sąsiadów, Karol mógł wreszcie rozpocząć przygotowania do podboju Królestwa Neapolu. Do zaangażowania się w sprawy włoskie zachęcał go też regent księstwa Mediolanu Ludwik Sforza, licząc, że przy pomocy wojsk francuskich zapewni sobie supremację w Italii. Ostatecznie o inwazji na Włochy przesądziła wiadomość o śmierci króla Neapolu Ferdynanda I (25 stycznia 1494 r).

## Wojny włoskie
Wyruszając na wojnę, Karol VIII przyjął tytuł króla Sycylii i Jerozolimy - tytuł, którego używali królowie Neapolu. W 1494 przyjął też tytuł cesarza Bizancjum od Andreasa Paleologa, bratanka ostatniego cesarza bizantyjskiego Konstantyna XI, w zamian za przyznanie Andreasowi dożywotniej renty. Starannie przygotowana przez Karola VIII 35-tys. ekspedycja wojskowa rozpoczęła się pod koniec sierpnia 1494 r. Na ziemi włoskiej Karol VIII stanął na początku września, przechodząc przez Sabaudię, a następnie, za zgodą Ludovico Sforzy, przez Księstwo Mediolanu. W opierającej się Florencji Francuzi spowodowali upadek rządów Piotra Medici i przywrócili republikę pod przewodem dominikańskiego kaznodziei G. Savonaroli, wielkiego przeciwnika władzy papieskiej. Korzystając z okazji niepodległość ogłosiła Piza, od 1406 pozostająca we władaniu Florencji (powtórnie została podbita przez Florencję w 1509). Papież Aleksander VI Borgia, początkowo próbował stawiać opór Francuzom; jednak nie mogąc liczyć na poparcie potężnych rodów rzymskich, zwłaszcza Orsinich i Colonnów, na skutek bezpośredniego zagrożenia Rzymu przez wojsko Karola VIII poszedł na ustępstwa. Zgodził się na przemarsz wojsk francuskich przez terytorium Państwa Kościelnego oraz dał Karolowi VIII zakładników, w tym własnego syna Cezara Borgię (któremu jednak wkrótce udało się uciec do Spoleto). Nadto 31 grudnia 1494 papież wpuścił wojsko Karola VIII do Rzymu.
Król Neapolu Alfons II w styczniu 1495 abdykował na rzecz swojego syna Ferdynanda i uciekł na Sycylię. Królestwo Neapolu zajęte zostało w ciągu tygodnia; 22 lutego 1495 Karol VIII wkroczył do Neapolu. Jednak szybkość francuskich postępów we Włoszech przeraziła władców państw włoskich, w tym również sprzymierzonego dotąd z Karolem Ludovico Sforzę; zdali sobie sprawę, że sukces Karola VIII może oznaczać francuską dominację we Włoszech i zagrożenie niepodległości wszystkich państw włoskich. 31 marca 1495 zawiązana została przez papieża antyfrancuska Święta Liga z udziałem Wenecji, Mediolanu, Państwa Kościelnego, króla Hiszpanii i Sycylii Ferdynanda, oraz cesarza Maksymiliana I. Groźba odcięcia od Francji zmusiła Karola VIII do opuszczenia Neapolu i wyruszenia ze swą armią na północ. 6 lipca 1495 doszło do bitwy z wojskami Ligi pod Fornovo, w wyniku której udało się Karolowi VIII przebić ze swą armią przez blokujące mu drogę wojska Ligi, dzięki czemu mógł on wrócić do Francji. Oznaczało to jednak utratę królestwa Neapolu, które po wycofaniu się Karola VIII szybko odzyskał syn Alfonsa II, Ferdynand II.
Wyprawa Karola VIII do Neapolu zakończyła się ostatecznie niepowodzeniem, przynosząc Francji jedynie straty. Nie zniechęciło to Karola VIII i jego doradców do planowania kolejnej wyprawy na Neapol, z tym, że kolejna inwazja na Włochy miała być przeprowadzona w porozumieniu z Hiszpanią, z którą rozpoczęto negocjacje w 1497. Śmierć Karola VIII przerwała te plany. Tym niemniej jego wyprawa do Neapolu zapoczątkowała wieloletni okres wojen włoskich, które miały się ostatecznie zakończyć dopiero w 1559.

## Potomstwo
Karol VIII był żonaty z Anną Bretońską, z którą miał czworo dzieci - jednak wszystkie zmarły przed jego śmiercią. Zmarł bezpotomnie w 1498, a jego następcą został jego daleki krewny – książę Orleanu Ludwik, panujący jako Ludwik XII (1498–1515).